# 鼓楼西大街
39°56′33″N 116°22′57″E / 39.94248°N 116.38240°E
鼓楼西大街是位于中国北京市西城区北部的一条大街。

## 简介
鼓楼西大街东起地安门外大街北端的鼓楼，西到德胜门内大街北端的德胜门。走向自西北向东南，元朝、明朝时，称“斜街”。由于位于鼓楼以西，故清朝末年又称“鼓楼西斜街”。1965年定名“鼓楼西大街”。
鼓楼西大街在中华民国时期分为四段：鼓楼以西至西魏胡同称“鼓楼西大街”；西魏胡同至八道湾称“甘水桥大街”；八道湾至糖房胡同称“果子市大街”；糖房胡同至德胜门称“丁字街”。
- 甘水桥大街：因为附近有干沟、石桥，故得名。[1]
- 果子市大街：中华民国时期出现。过去北京有两处果市，一处在前门外，称“南市”，一处即此处，称“北市”。北市以中国北方产的水果为主，为北京当时知名的水果集散地。[1]
- 丁字街：位于德胜门内大街北端，东、西、南有三个出口，向北则不通行。根据形状，故得名。当时，从德胜门内大街北端进入丁字街之后向西拐，方可到达德胜门。[1]

鼓楼西大街是连接北京东、西城区的重要道路，大街上古迹很多。寺庙有瑞应寺、寿明寺、关岳庙等等。瑞应寺建于明朝成化三年，位于鼓楼西大街148号，现被北京市第一八四中学占用，中路建筑尚存。寿明寺建于明朝天顺六年，除山门之外，其他建筑尚存，现被西城区房管所占用。关岳庙建于清朝末年，原为醇亲王家祠，民国三年（1914年）改为关岳庙，祭祀关羽、岳飞，现被西藏自治区人民政府驻北京办事处占用。此外，还有万寿弥陀寺。过去大街上还有基督教建筑，比如长老会鼓楼西堂、救世军北队等等。